# 콜로 투레
콜로 하비브 투레(프랑스어: Kolo Habib Touré, 1981년 3월 19일, 코트디부아르 부아케 ~ )는 코트디부아르의 전 축구 선수로, 현 축구 감독이다. 그는 아스널 FC 시절 아르센 벵거에게 센터백으로 발탁되었지만 그는 라이트백, 모든 지역의 미드진영을 다 뛸 수 있었다.

## 선수 경력

### 출생과 아스널에 오기 전까지
그는 여느 아프리카인들과 같이 가난했기 때문에 축구를 18세 때 시작했다. 2000년 ASEC 미모사 축구 클럽에 장마르크 기루의 눈에 들어 들어갔다. 그는 어릴때부터 수비형 미드필더, 중앙수비수, 라이트백, 공격형 미드필더, 좌우 윙등 모든 포지션을 소화했다고 한다. 속도도 빨라 당시 아스널팀에서도 가엘 클리시와 시오 월컷 다음으로 빨랐다고 한다. 프로계약은 맺지 않았지만 2000년도부터 국가대표에 소집되어 풀 경기를 뛰었을만큼 재능이 있었다.

### 아르센 벵거의 아스널로
2002년 아스널은 '더블'을 이루어냈다. 하지만 01-02시즌을 끝으로 딕슨-볼드-아담스-윈터번이라는 아스널의 철의포백이 퇴장을 했다. 이제 벵거감독은 콜-'?'-캠벨-로렌이라는 새로운 포백의 '?'자리에 누구를 넣을지 고심했다. 선택은 코트디부아르의 미모사스에서 프로계약도 맺지 않은 그를 15만 파운드에 데려와서 리버풀전을 데뷔전으로 삼고 뛰게 했다. 그가 리버풀전에서 뛴 포지션은 중앙 미드필더. 마틴 키언이 솔 캠벨의 짝이라 그는 밀릴줄 알았는데 로렌 대신에 라이트백, 아쉬웠던 02-03시즌이 끝나고 키언의 노쇠화로 투레가 캠블의 중앙 수비수 파트너가 되었다.
그는 영국 노동청의 워크 퍼밋을 한번에 받아냈는데, 당시 그는 이미 국가대표 경기에 레귤러로 뛰고 있었다. 지금은 45경기를 뛰면서 2골을 넣었다.

### 아스널 수비의 주축으로
2002-03시즌에는 로렌, 마틴 키언이라는 상대가 있었지만 03-04시즌에는 키언의 노쇠화등으로 중앙수비수로서 주전을 꽉 잡았다. 그는 부상없이 2003-04시즌 리그를 37경기나 소화했고 컵까지 포함해 55경기를 뛰었다. 2004-05시즌에도 리그 35경기, 캠블이 시즌 대부분을 쉬고 필리페 센데로스와 호흡을 맞춘 2005-06시즌에는 아프리카 네이션스컵 차출(준우승)도 했지만 리그 33경기를 뛰었다. 캠블이 팀을 떠난 후에도 윌리암 갈라스, 요한 주루, 필리페 센데로스와 번갈아가면서 리그 33경기를 뛰었다. 그는 부상이 거의 없기로 유명하다. 2006-07시즌에는 3골 3어시스트로 공격에도 한몫했다.
2002-03시즌 FA컵, 03-04시즌 프리미어리그, 2004-05시즌 FA컵, 2006년 아프리카 네이션스컵 준우승, 2005-06 챔피언스리그 준우승과정에서의 10경기연속 무실점, 06-07시즌 칼링컵 준우승등의 모든 경기에 모두 그가 있었다. 콜로 투레는 잉글랜드 프리미어리그에서도 최고의 수비수중 하나로 꼽힌다.
국가대표 경기도 꾸준했는데, 벌써 국가대표는 9년 차이다. 코트디부아르는 2006년 독일 월드컵에서 3위를 기록하면서 탈락했지만 그는 최선을 다했다. 네덜란드, 아르헨티나, 세르비아 몬테네그로를 상대로 뛰어난 경기를 펼쳤다.

## 맨체스터 시티 FC
2009년 7월, 맨체스터 시티 FC로 이적했다. 거기에서 4년간 활약했다. 그는 시티에서도 뛰어난 점프력과 스피드로 주전 중앙 수비수로 활약했었다. 그러나 2011-12 시즌 도핑 테스트에서 금지약물 양성판정을 받아 6개월간 출전 정지를 당하기도 했다. 그리고 2012-13 시즌엔 뱅상 콤파니, 마티야 나스타시치, 졸리언 레스콧과의 주전 경쟁에서 밀려나 15경기 출전에 그치고 말았다.

## 리버풀 FC
2013년 5월 29일, 그는 리버풀 FC에 자유계약으로 영입되었다.

## 플레이 스타일
투레는 중앙 수비수이다. 하지만 굉장히 공격적이다. 하지만 파트너인 윌리암 갈라스도 공격성향이 짙기 때문에 위험한 상황을 연출할때도 있다. 투레는 라이트백으로도 활약했는데, 주전이었던 로렌의 자리를 위협할 정도였다. 제공권도 좋고, 속도도 일류이고, 공격수에게 바로가는 크로스도 많이 개선되었다. 클리어링도 괜찮은 편이다. 다만 단점이 있다면, 오프사이드에 대해 능숙하지 못하다. 그렇기 때문에 필리페 센데로스의 도움을 받아야 한다.

## 기타
1. 그의 유럽컵 첫 득점은 2006년 4월 19일 비야레알 전인데 이 골은 아스널을 챔피언스리그결승으로 인도하였다.
2. 05-06 챔피언스리그 8강전에서 유벤투스를 탈락시킬때 한 이탈리아 언론은 투레에게 'African Cannavaro'라고 별명을 지어주었다. 그 이후 2006년 독일 월드컵을 따낸 칸나바로이니 투레의 당시 활약이 엄청났다고 할 수 있다.
3. 2006년 8월 투레는 재계약을 맺는데 2010년까지 되어있고 주급은 7만파운드를 받는다. 그가 재계약에 사인할 때 "나는 내 자신의 미래가 아스널에 있다는 것을 알 수 있고, 남은 커리어를 함께 하고 싶습니다. 왜 제가 떠나야 하나요? 저는 여기서 축구를 사랑하고, 가족들은 런던생활에 익숙해졌습니다. 클럽은 야망을 갖추었구요. 환상적입니다." 라고 말했다.

"나는 내 자신의 미래가 아스널에 있다는 것을 알 수 있고, 남은 커리어를 함께 하고 싶습니다. 왜 제가 떠나야 하나요? 저는 여기서 축구를 사랑하고, 가족들은 런던생활에 익숙해졌습니다. 클럽은 야망을 갖추었구요. 환상적입니다." - 콜로 투레, 재계약을 맺으면서 -
1. 투레의 예전 미래에 무엇을 이루고 싶냐는 말에 "아스널의 주장"이 되고 싶다고 말했다. 그는 2007년 1월 9일 아스널에서 실제로 첫 주장을 맡았는데 상대는 리버풀이었고 안필드에서 6-3으로 이겼다.
2. 그의 두 동생인 야야 투레와, 이브라힘 투레도 축구선수로 활약하고 있는데, 야야 투레는 국가대표에서도 활약 중이다. 야야 투레와는 맨체스터 시티에서 같이 뛰기도 했으며, 이브라힘 투레는 2014년 사망하였다.
3. 투레는 이미 결혼하여 이슬람 가정을 꾸리고 있는데, 그의 아내 이름은 Awo Toure, 딸아이 이름은 Sania Toure, 아들 이름은 Yiassin Toure이다. 이 가족은 북런던에 거주 중이다.

## 경력
- 2002년 아프리카 네이션스컵 국가대표
- 2006년 아프리카 네이션스컵 국가대표
- 2006년 FIFA 월드컵 국가대표
- 2008년 아프리카 네이션스컵 국가대표
- 2010년 아프리카 네이션스컵 국가대표
- 2010년 FIFA 월드컵 국가대표
- 2012년 아프리카 네이션스컵 국가대표
- 2013년 아프리카 네이션스컵 국가대표

## 수상

#### 아스널
- 프리미어리그 : 우승 (2003-04)
- FA컵 : 2002–03, 2004–05
- 커뮤니티 쉴드 : 2002, 2004
- UEFA 챔피언스리그 : 준우승 (2005-06)

#### 맨체스터 시티
- 프리미어리그 : 우승 (2011-12)
- 커뮤니티 쉴드 : 2012

#### 리버풀
- 유로파리그 준우승 : 2015-16

#### 셀틱
- 스코티시 프리미어십 : 2016-17
- 스코티시 리그컵 : 2016-17

#### 코트디부아르
- 아프리카 네이션스컵 : 우승 (2015), 준우승 (2006, 2012)

### 개인
- 아프리카 네이션스컵 베스트 팀 : 2015

## 같이 보기
- A매치 100경기 이상 출전한 축구 선수 명단